# Mosteiro de São José de Bessillon
O Mosteiro de Saint-Joseph du Bessillon é um mosteiro localizado em Cotignac, no sopé de Bessillon, no Var. Originalmente construído por padres oratorianos (após a aparição de São José em Cotignac), o convento foi abandonado durante a Revolução e ruiu. Uma comunidade religiosa beneditina se instalou ali em 1975, depois de deixar Medea, na Argélia. Foi o arquiteto Fernand Pouillon quem elaborou as plantas deste novo mosteiro. Em 2019, as monjas beneditinas cederam o convento para freiras da congregação Mater Dei, vindas da Argentina.
Neste lugar é venerado São José, muitos peregrinos vão todos os anos para rezar e beber água de uma fonte qualificada como miraculosa.

## Histórico

### Aparição de São José
Em 7 de junho de 1660, um pastor chamado Gaspard Ricard mantém seu rebanho na encosta de Bessillon. Sem água e com sede, ele de repente vê um velho sobre uma rocha que lhe diz: "Eu sou José ,tire a pedra e você vai beber." Gaspard remove facilmente a rocha e bebe. , . Ele corre para a aldeia para contar sobre sua aventura e os habitantes da aldeia vêm correndo, sabendo muito bem que não há nenhuma fonte neste lugar. Dez homens seriam então necessários para mover a pedra que Gaspard ergueu sozinho.
Esta aparição de São José é oficialmente reconhecida pela Igreja Católica, sendo a única aparição reconhecida pela Igreja de São José sem a companhia de Jesus, Nossa Senhora ou algum outro santo.

### Construção da igreja
Diante da chegada muito rápida de peregrinos e de muitas doações de fiéis, os funcionários municipais decidiram construir uma capela com o dinheiro arrecadado. A decisão é ratificada em 1º de agosto pelos vereadores. Mas temendo que as quantias arrecadadas fossem insuficientes para financiar toda a obra, decidiu-se acrescentar uma arrecadação feita em toda a diocese de Var. A capela foi construída rapidamente, pois a partir de setembro de 1660, os representantes da paróquia pediram aos religiosos que serviam a Igreja de Nossa Senhora da Graça que viessem oficiar nesta nova capela, ao serviço dos peregrinos. A capela rapidamente se torna muito pequena para acomodar os peregrinos. Uma nova e maior igreja estava em construção, oficialmente consagrada em 1663.
A "fonte de São José" é um lugar importante deste primeiro santuário: muitos peregrinos afirmam estar curados depois de beber sua água, ou, na falta disso, ter melhorado.
Vendo o afluxo de peregrinos, no meio do verão, em uma área deserta, alguns comerciantes decidem abrir bares próximos ao local para poder "saciar a sede dos peregrinos" Indo ao local da aparição. Segue-se a pedidos de licença para estabelecer comércio com as autoridades municipais  e a uma disputa judicial entre os representantes da cidade e o conde de Carcès, senhor do lugar: ambos considerando que têm direito à cobrança de impostos sobre esses novos negócios. A batalha judicial entre as duas autoridades vai durar até 1663, quando um acordo é finalmente encontrado entre as partes. A aldeia em 1661, então o senhor local em 1671 irá doar aos religiosos que servem os dois santuários as terras e florestas que fazem fronteira com suas terras. Ao edifício é acrescentada uma habitação para acolher os padres que servem o santuário, construindo-se assim o pequeno convento dos padres oratorianos. Em seu convento, os padres oratorianos acolhem e hospedam os peregrinos que passam.

### Revolução e reconstrução
Durante a Revolução, a igreja e o mosteiro não foram destruídos, mas foram abandonados. Se o convento adjacente à igreja cair em ruínas, a igreja é regularmente mantida pelos padres da aldeia, e ali são celebradas duas ou três missas por ano, especialmente no dia 19 de março, festa de São José.
Em 1975, as freiras beneditinas instaladas na Argélia no mosteiro Saint-Benoît de Medea voltaram à França. Decidem adquirir o santuário construído em 1663, e levantam as ruínas do convento dos padres oratorianos do século XVII para estabelecer seu próprio mosteiro. Em seguida, eles expandem o todo para estabelecer seu próprio convento. A consagração do altar ocorre em 3 de dezembro de 1978. O arquitecto Fernand Pouillon realiza o projeto do mosteiro e dirige a construção, harmonizando as novas construções com as antigas construções do século XVII.
Monsenhor Dominique Rey, bispo da diocese de Fréjus-Toulon, vai em peregrinação ao santuário de Cotignac em 17 de março de 2012 e durante a missa, consagra a diocese de Fréjus-Toulon a São José.
Em fevereiro de 2018, as oito freiras beneditinas que haviam envelhecido deram lugar a freiras da Argentina, a congregação Mater Dei. Após um período de transferência entre as freiras, a nova congregação assumiu oficialmente a liderança do mosteiro em março de 2019, com seis freiras.
Hoje, o convento das freiras acolhe também os peregrinos para retiros e momentos de solidão, mas apenas senhoras, moças ou freiras (homens que podem ser alojados no santuário de Nossa Senhora das Graças) Um caminho conecta os dois santuários através da floresta e permite que os peregrinos possam ir de um local de culto para outro 

## Descrição
No exterior da igreja que data do século XVII, os edifícios do mosteiro foram projetados pelo arquiteto Fernand Pouillon que fez os planos do mosteiro e supervisionou a construção, harmonizando os novos edifícios com os do século XVII ainda em pé. A obra produzida é sóbria, original e tradicional.
Além das freiras, o convento acolhe e hospeda os peregrinos de passagem ou que desejam fazer um retiro.
Fonte
Desde 1660, uma fonte de água corre neste local, da qual os peregrinos dizem  "que é a fonte de muitas graças" (por intercessão de São José). Hoje a fonte é capturada e fornece uma torneira, de acesso gratuito aos peregrinos.
O santuário
Uma rota de peregrinação liga este santuário ao de Notre-Dame de Cotignac, a aproximadamente 3 3 km. Este caminho é decorado com 6 oratórios que representam as grandes cenas da vida de São José, segundo o Novo Testamento.

## Atividades
As freiras levam uma vida contemplativa, rezando sete ofícios por dia, sendo esses momentos de oração compartilhados com peregrinos e retirantes.
Em conexão com o santuário de Notre-Dame-de-Grâces (muito perto), são organizadas peregrinações à Virgem Maria, a São José e à Sagrada Família neste local. Peregrinações de homens e mulheres  "ansiosos para ter filhos". são organizadas tanto pela diocese de Var como por outras e a cada ano reúnem participantes de toda a França.